# Botsfengselet
Botsfengselet, ursprüngliche Schreibweise: Bodsfængslet, umgangssprachlich Bodsen oder Botsen, ist ein ehemaliges Gefängnis in der norwegischen Hauptstadt Oslo im Stadtteil Grønland an der Åkebergløkka, Grønlandsleiret 41. Das historische Gefängnisgebäude wurde später ein Teil des Osloer Staatsgefängnis.

## Geschichte

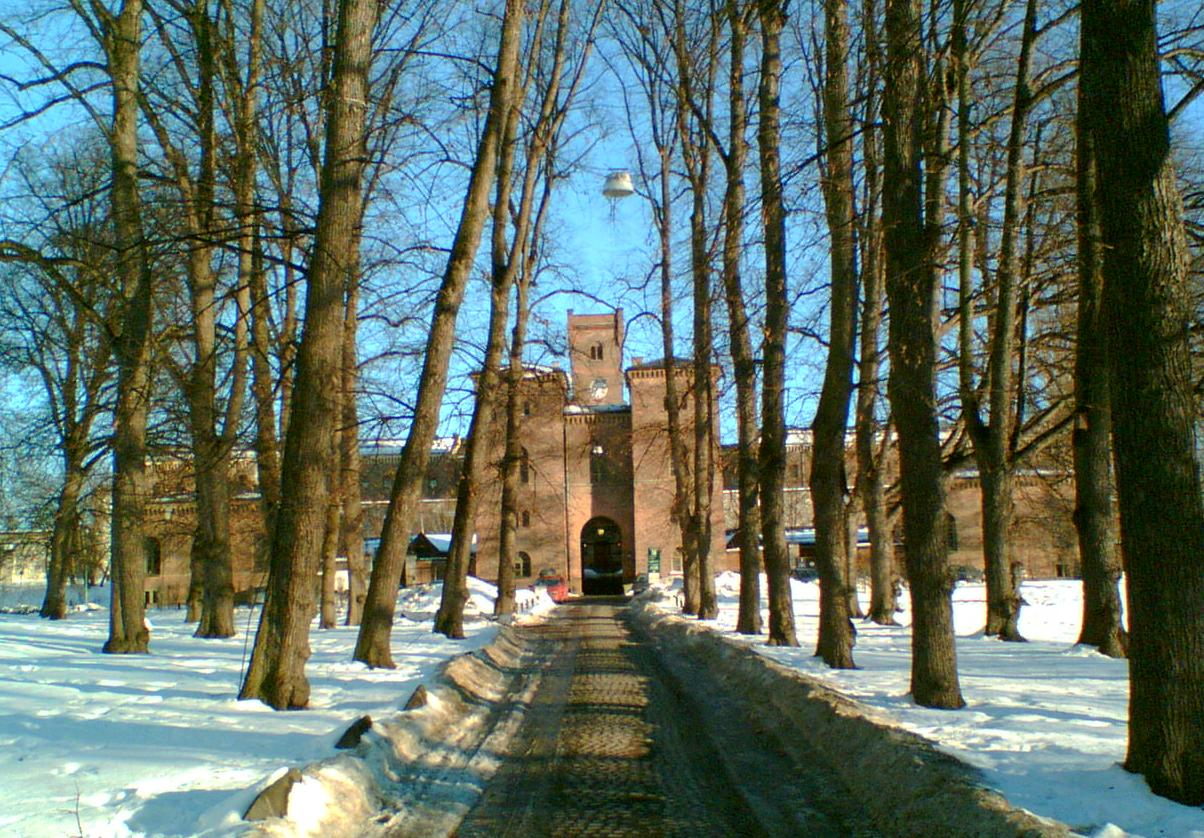
Der Hauptweg zum alten Botsfengslet.

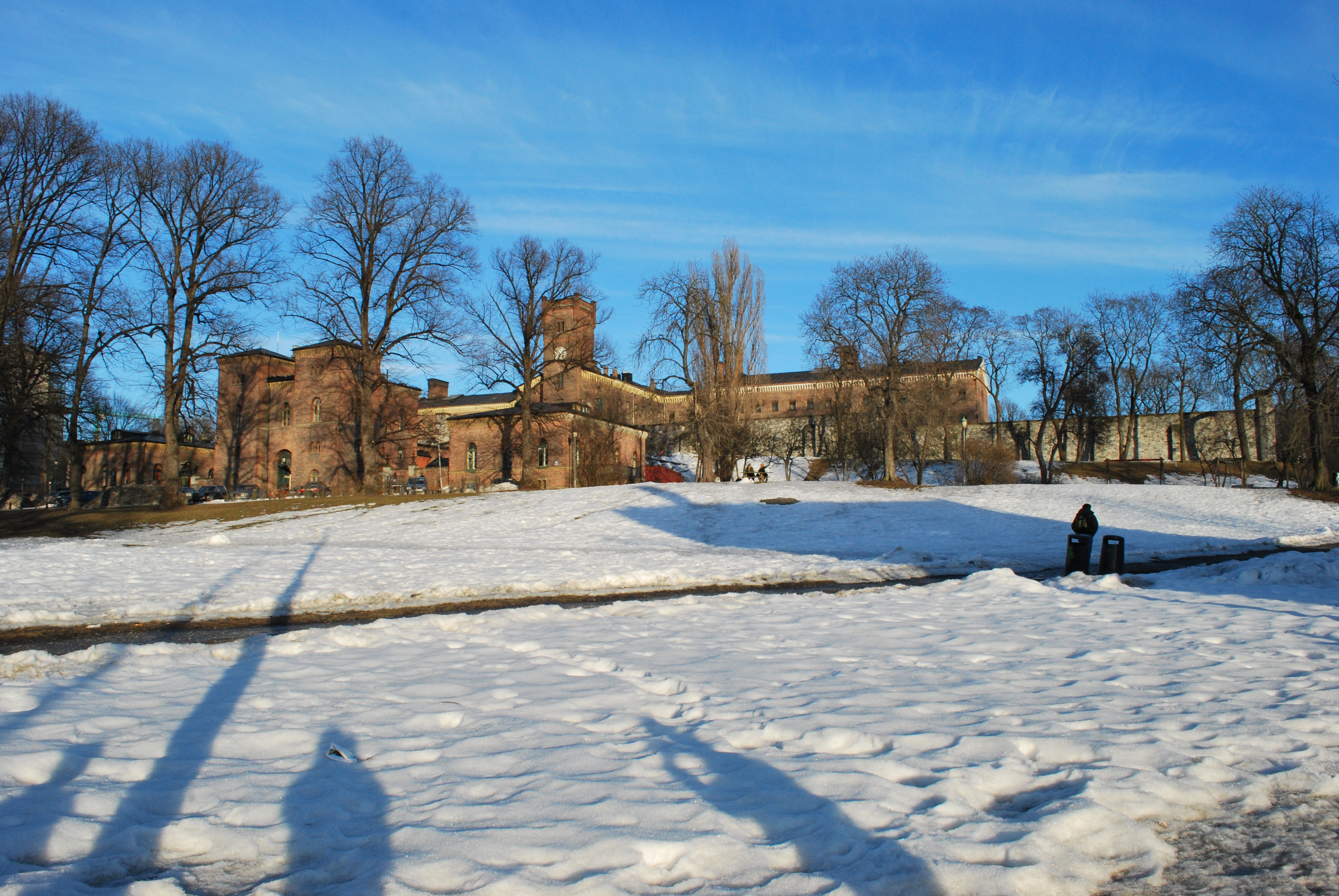
Das Botsfengslet im Winter vom Weg des Grønland-Park - Botspark aus gesehen.

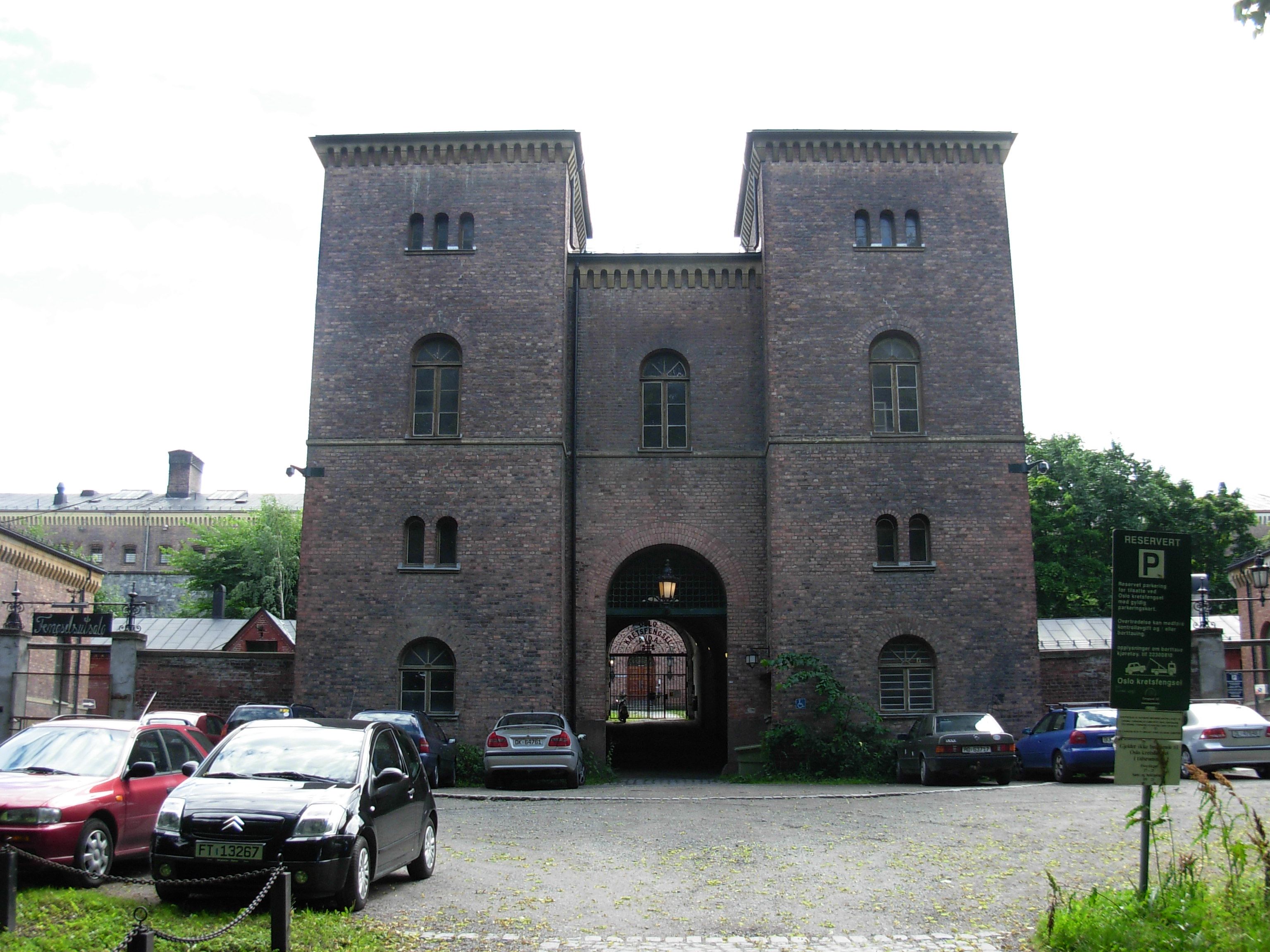
Der Haupteingang des alten Botsfengslet.

Das Gefängnis wurde von 1844 bis 1851 nach den Entwürfen des deutsch-norwegischen Architekten Heinrich Ernst Schirmer errichtet und erstmals 1851 in Betrieb genommen. Die auf dem Gelände befindliche Gefängniskirche wurde 1887 vom Architekten Jacob Wilhelm Nordan gebaut und das Gefängnis mit ursprünglich zwei Flügeln, um 1884 mit einem weiteren Seitenflügel ergänzt. Das Botsfengselet war das erste norwegische Gefängnis, das nach dem sogenannten „Philadelphia-System“ organisiert wurde. Dies bedeutete, dass alle Gefangenen streng isoliert wurden, um sie so besser von möglichen negativen Einflüssen anderer Mitgefangener abzuschirmen. Dadurch erhoffte man sich bessere Chancen auf Rehabilitation im Strafvollzug. Im Gegenzug bestand die Möglichkeit einer Strafverkürzung um ein Drittel der Haftdauer.
Der damalige Bau des Gefängnisses wurde als Ergebnis der norwegischen Strafrechtskommission von 1837 beschlossen, wo auch weitere neue Strafgesetze verabschiedet wurden, als moderner Ersatz für das veraltete Strafrecht aus den Zeiten von Christian V. Die Kommission schlug außerdem den Bau von sieben weiteren ähnlichen Gefängnissen im ganzen Land vor, mit insgesamt 2100 Plätzen. Aus finanziellen Gründen konnte der Plan jedoch nicht vollständig umgesetzt werden und in Oslo wurde nur das Botsfengselet errichtet. Das Gefängnis wurde in den 1900er Jahren nochmals erweitert und erreichte eine Kapazität für maximal 223 Insassen. 1934 kam noch ein vierter Flügel als Anbau dazu.
Das Botsfengselet wurde 1970 als Strafvollzugsinstitution schließlich geschlossen und die Gefangenen in das Ullersmo-Gefängnis (Ullersmo fengsel) in Kløfta in der Kommune Ullensaker (Akershus Fylke) verlegt. Das ehemalige Gefängnis wurde 1975, nach der Fertigstellung von entsprechenden Erweiterungsbauten am Standort des Botsfengselet und dem Abschluss der Umbaumaßnahmen, ein Teil des Osloer Bezirksgefängnisses, aus dem das heutige Osloer Staatsgefängnis wurde. Der historische Gefängnisbau des Botsfengselet ist seit dieser Zeit denkmalgeschützt. Das Botsfengselet gehört heute zum Abschnitt A, «Botsen» der jetzigen Osloer Haftanstalt. Rund der um das Botsfengselet liegt der Grønland-Park bzw. Bots-Park (Grønlands park - Botsparken).

## Botsfengselet im Film
- Das Botsfengselet diente mehrmals als Filmkulisse, insbesondere bei norwegischen Verfilmungen der Olsenbande erreichte es in Norwegen eine größere Bekanntheit. Der norwegische Egon Olsen gespielt von Arve Opsahl aus den Neuverfilmungen der Olsenbande hatte hier sein zweites Zuhause im Botsfengselet und ging immer bei seiner Freilassung hier den Weg vom Haupteingang des Gefängnisses. Die Allee vor dem Gefängnis im Stadtviertel Grønland wurde nach der Hauptfigur der Olsenbande Egon Olsen am 28. April 2017 in Egon Olsen allé umbenannt, auf Anregung des FrP-Politikers Peter N. Myhre[3]